# Missoula (ciutat)
Missoula és la ciutat i seu del comtat de Missoula a l'estat de Montana. Segons el cens del 2008 tenia 68.202 habitants.

## Demografia
Segons el cens del 2000 Missoula tenia 57.053 habitants, 24.141 habitatges, i 12.336 famílies. La densitat de població era de 925,6 habitants per km².
Dels 24.141 habitatges en un 24,6% hi vivien nens de menys de 18 anys, en un 37,9% hi vivien parelles casades, en un 10% dones solteres, i en un 48,9% no eren unitats familiars. En el 33,6% dels habitatges hi vivien persones soles el 8,9% de les quals corresponia a persones de 65 anys o més que vivien soles. El nombre mitjà de persones vivint en cada habitatge era de 2,23 i el nombre mitjà de persones que vivien en cada família era de 2,88.
Per edats la població es repartia de la següent manera: un 19,7% tenia menys de 18 anys, un 20,7% entre 18 i 24, un 29,4% entre 25 i 44, un 19,8% de 45 a 60 i un 10,4% 65 anys o més.
L'edat mediana era de 30 anys. Per cada 100 dones de 18 o més anys hi havia 97,1 homes.
La renda mediana per habitatge era de 30.366$ i la renda mediana per família de 42.103$. Els homes tenien una renda mediana de 30.686$ mentre que les dones 21.559$. La renda per capita de la població era de 17.166$. Aproximadament l'11,7% de les famílies i el 19,7% de la població estaven per davall del llindar de pobresa.

## Fills il·lustres
- David Lynch (1946) director de cinema.
- Brian Schmidt (1967) astrofísic, Premi Nobel de Física de l'any 2011.

## Poblacions properes
El següent diagrama mostra les poblacions més properes.

## Ciutats agermanades
Missoula està agermanada amb dues ciutats:
- Neckargemünd (Alemanya)
- Palmerston North (Nova Zelanda)